# Lo spirito, la carne, il cuore
Lo spirito, la carne, il cuore (The Astonished Heart) è un film del 1950 diretto da Terence Fisher e Antony Darnborough. 
Il film è basato sull'opera teatrale di Noël Coward The Astonished Heart.

## Trama
Il film segue la crescente ossessione di uno psichiatra per una donna più giovane e impulsiva e la conseguente tragedia che ne consegue. Il dottore cita Deuteronomio 28:28: "L'Eterno ti colpirà con pazzia, cecità e stupore di cuore", prefigurando il suo cammino mentre fa riferimento al titolo del film. La relazione tra maggio-dicembre tra lo psichiatra e la giovane distrugge la sua relazione apparentemente felice con sua moglie. Alla fine, l'ossessione del dottor Christian Faber per la sua bella amante, Leonora Vail, lo porta a suicidarsi gettandosi dal tetto del condominio dove viveva con la moglie, e dove conduceva affari con il suo compagno Tim e l'assistente Susan. Vive abbastanza a lungo per chiedere di Leonora, ma quando lei arriva al suo letto di morte non la riconosce, e pensa che sia sua moglie (Barbara).